# 海ノ中道駅
海ノ中道駅（うみのなかみちえき）は、福岡県福岡市東区大字西戸崎にある、九州旅客鉄道（JR九州）香椎線の駅である。駅番号はJD02。

## 歴史
- 1935年（昭和10年）7月1日：博多湾鉄道汽船の臨時停車場として開設[2]。
- 1941年（昭和16年）
  - 2月1日：仮停車場に昇格。
  - 7月15日：駅に昇格[2]。
- 1942年（昭和17年）9月19日：博多湾鉄道汽船が西日本鉄道に合併。同社糟屋線となる。
- 1944年（昭和19年）5月1日：戦時買収により国有化[2]。運輸通信省香椎線所属となる[2]。
- 1974年（昭和49年）3月5日：貨物・荷物扱い廃止[4]。駅員無配置駅となる[3]。
- 1987年（昭和62年）
  - 3月9日：旧駅から700m西戸崎方に移転する[5]。旧駅付近には1988年（昭和63年）7月14日に中道信号場が新設された。
  - 4月1日：国鉄分割民営化に伴い、九州旅客鉄道（JR九州）の駅となる[2]。
- 2009年（平成21年）3月1日：ICカード「SUGOCA」の利用が可能となる[6]。
- 2010年（平成22年）10月2日：隣接する国営海の中道海浜公園で飼育されているトカラヤギの九太郎が駅長に就任し、同年11月末まで、雨の日以外は駅長を務めた。
- 2012年（平成24年）3月23日：再びトカラヤギの九太郎が駅長に就任。同年5月6日まで駅長を務めた。
- 2015年（平成27年）3月14日：駅遠隔案内システム（Smart Support Station）「ANSWER」を導入[7]。
- 2023年（令和5年）7月12日：クレジットカードタッチ決済サービスの実証実験対象駅となる[8]。

## 駅構造
単式ホーム1面1線を有する地上駅。
無人駅だが自動券売機が設置されている。休日等に管理駅である香椎駅から乗車券の出張販売をする場合もある。SUGOCAの利用が可能であるが、カード販売とチャージ取扱は行わない。なお、香椎線で唯一タッチ決済サービス実証実験対象駅となっており、クレジットカードでの乗降が可能である。

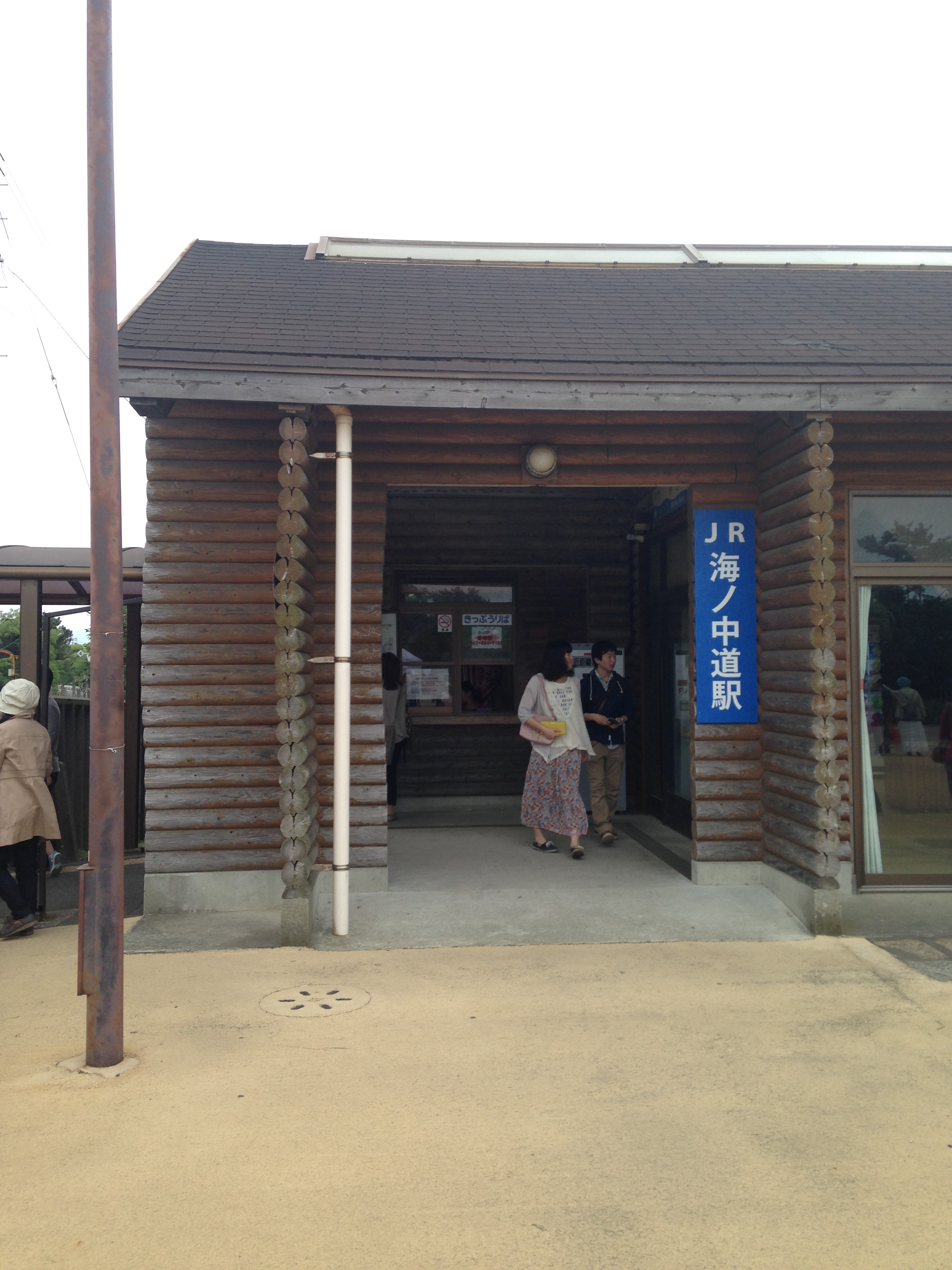
駅舎（駅入口部のみ）
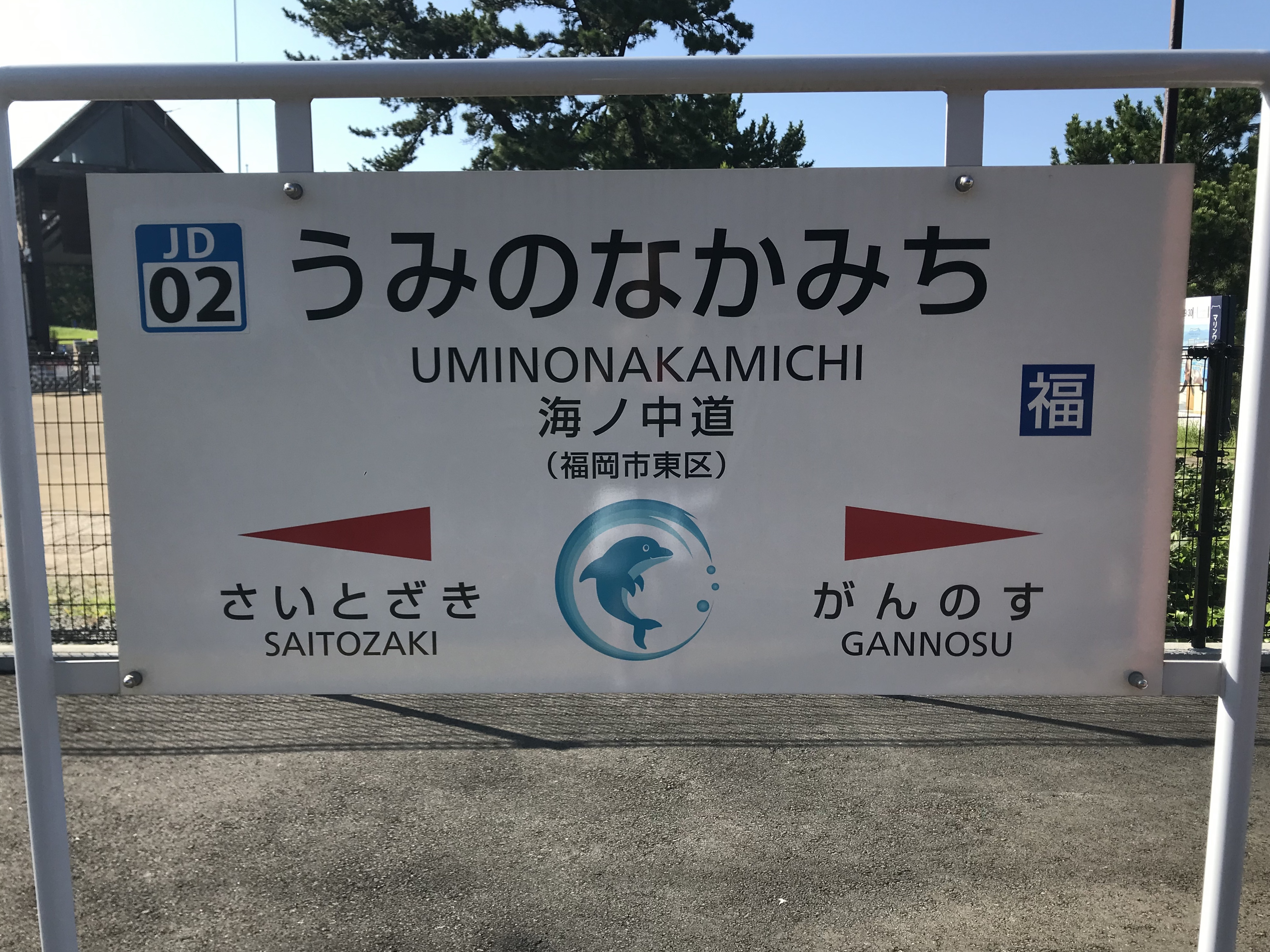
駅名標
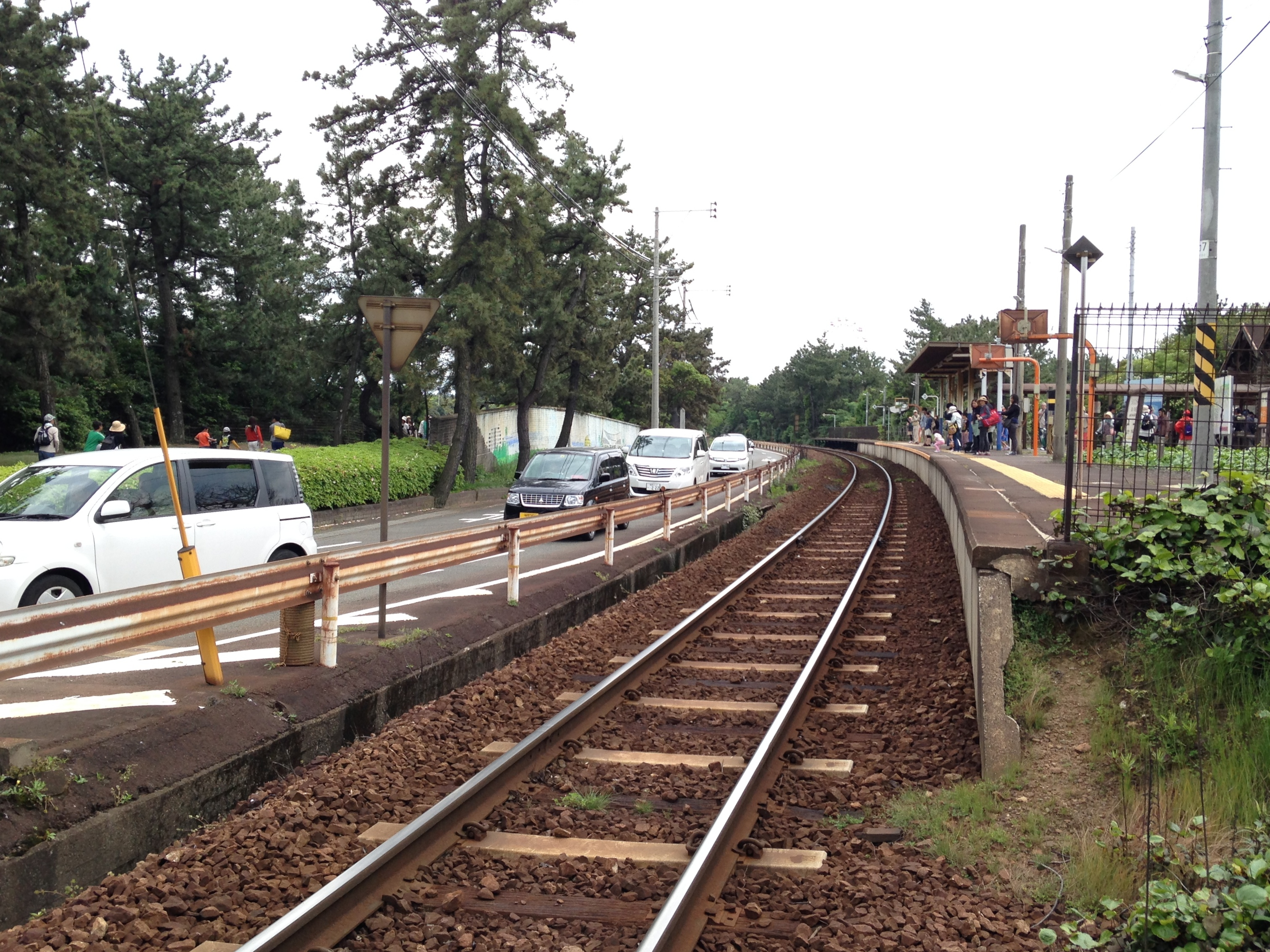
プラットホーム（画像奥が西戸崎方面）
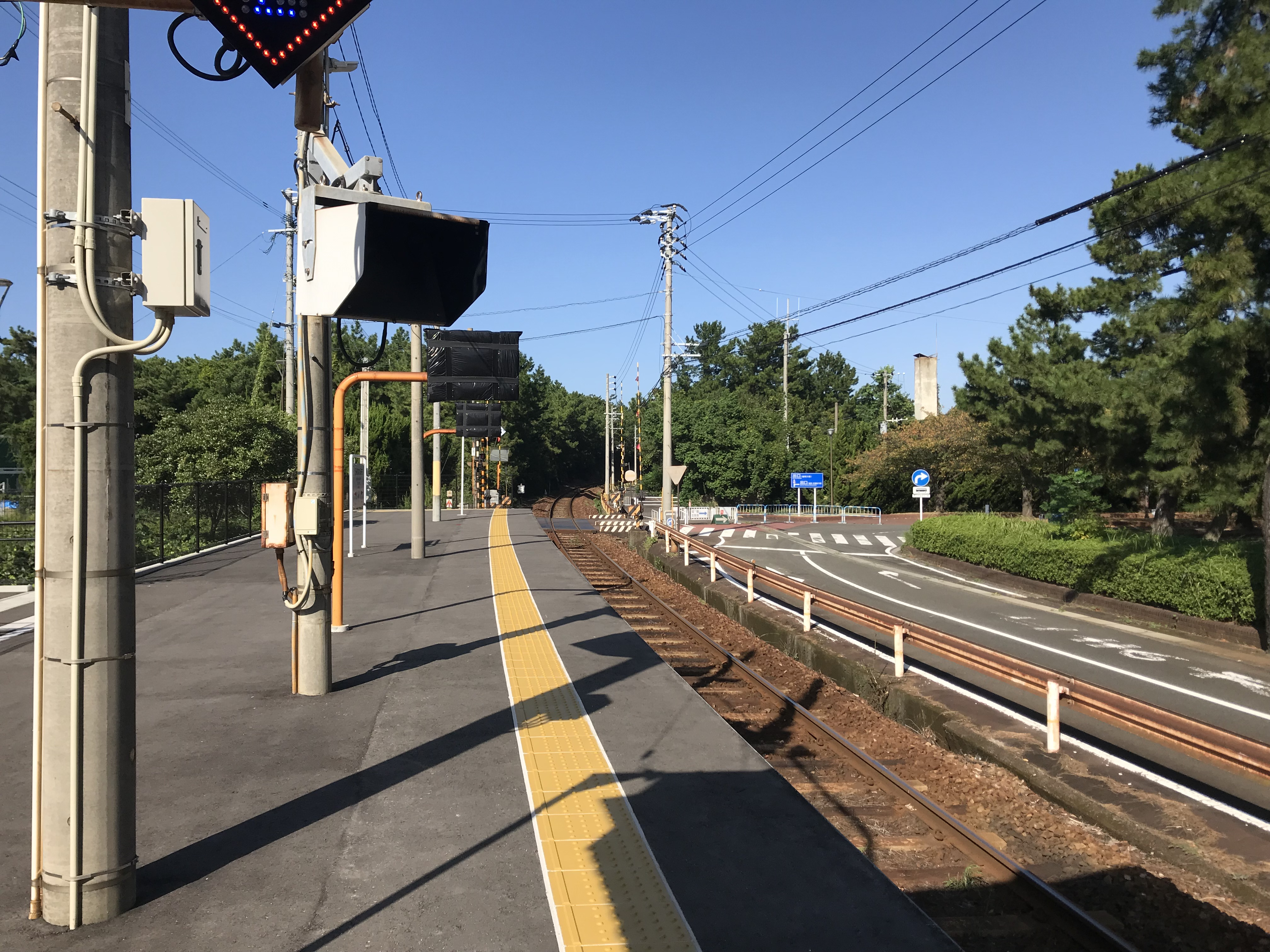
プラットホーム（画像奥が雁ノ巣方面）

## 利用状況
2023年（令和5年）度の1日平均乗車人員は955人であり、JR九州の駅としては第167位である。
近年の1日平均乗車人員は以下の通り。
| 年度               | 1日平均 乗車人員 |
| ------------------ | ---------------- |
| 2016年（平成28年） | 502              |
| 2017年（平成29年） | 755              |
| 2018年（平成30年） | 758              |
| 2019年（令和元年） | 781              |
| 2020年（令和02年） | 360              |

## 駅周辺
- 国営海の中道海浜公園
- マリンワールド海の中道・海の中道海洋生態科学館 （水族館）

## 隣の駅
九州旅客鉄道（JR九州）
 香椎線
西戸崎駅（JD01） - 海ノ中道駅（JD02） - （中道信号場） - 雁ノ巣駅（JD03）